# دوست بیچارگان
دوست بیچارگان (به هندی: Dost Garibon Ka) یا دوست فقرا فیلمی محصول سال ۱۹۸۹ و به کارگردانی سی. پی دیکشیت است. در این فیلم بازیگرانی همچون گوویندا، نیلم کوتهاری، راضا مراد، ساتیش شاه، آنجانا ممتاز ایفای نقش کرده‌اند.